# École polytechnique de l'université fédérale de Rio de Janeiro
L’École polytechnique de l’université fédérale de Rio de Janeiro (Escola Politécnica da Universidade Federal do Rio de Janeiro) est la plus ancienne école d’ingénieurs du Brésil. 

## Historique
En 1792, le vice-roi José Luis de Castro, deuxième comte de Resende, a signé la loi approuvant la création de l'Académie royale de l'artillerie, des fortifications et de l'architecture, initiant ainsi l'enseignement des matières qui seraient à la base des études d'ingénierie au Brésil. 
Le 4 décembre 1810, le prince-régent et futur roi du Portugal, Jean VI , décrète la création de l'Académie royale militaire, école qui vient succéder l'ancienne académie royale d'artillerie, des fortifications et de l'architecture. 
Plus tard, l'école est rebaptisée École militaire, jusqu'à 1858, quand elle prend le nom d'École centrale, offrant en ce moment trois disciplines d'étude : Sciences mathématiques, physiques et naturelles, Génie et sciences militaires, et Génie civil.  
Pour 1874, l'institution est déplacée au Ministère de l'armée, où elle est renommée École polytechnique. Elle est rebaptisée à nouveau en 1937 comme École nationale du génie et puis École de génie lors de son passage vers la Cité universitaire de Rio de Janeiro. Désormais partie de l'université fédérale de Rio de Janeiro (UFRJ), elle est redevenue l'École polytechnique en 2003.

## Professeurs, ingénieurs éminents

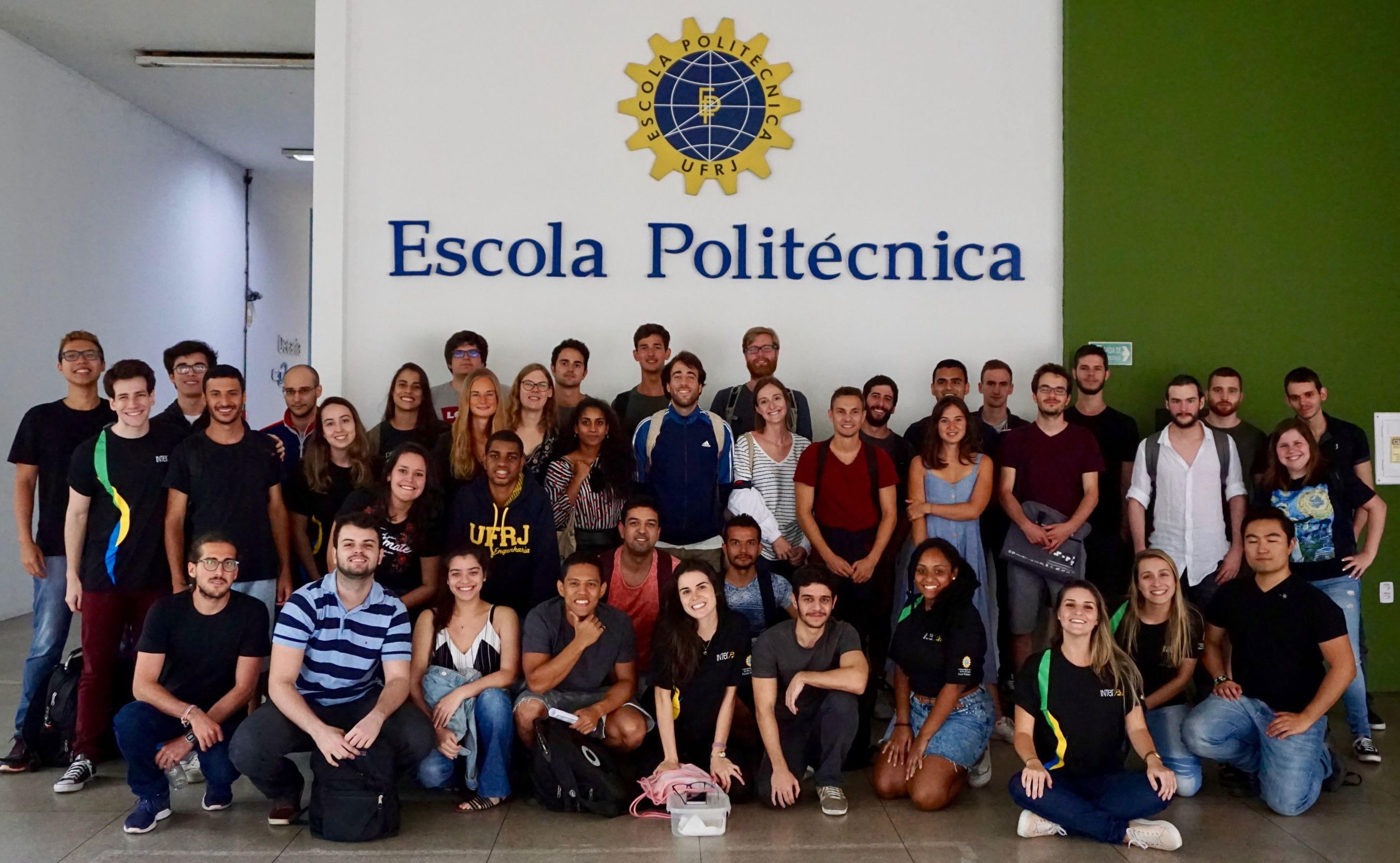
Élèves brésiliens accueillent les élèves étrangers dans leur premier jour à l'école.

Pour l'honneur des ingénieurs qui ont eu une carrière exemplaire parmi ceux qui ont le plus contribué à la publication de son travail technique pour le développement du pays en génie et l'École de génie a créé le titre de, avec la liste suivante des enseignants qui ont reçu le titre :[réf. nécessaire]
- Flavio Lyra (1996)
- Lobo Carneiro (1997)
- Sydney dos Santos (1998)
- Fernando Barata (1999)
- Rafferty Mortara (2000)
- José Ramalho Ortigão (2001)
- Dirceu Velloso (2002)
- Mauricio Botelho (2003)
- Francis Bogossian (2004)
- Jorge Rios (2005)
- Élèves brésiliens accueillent les élèves étrangers dans leur premier jour à l'école.Bernardo Griner (2006)